# Platysenta orta
Platysenta orta là một loài bướm đêm trong họ Noctuidae.